# Parçay-les-Pins
Parçay-les-Pins é uma ex-comuna francesa na região administrativa da Pays de la Loire, no departamento de Maine-et-Loire. Estendeu-se por uma área de 27,85 km². Em 2010 a comuna tinha 915 habitantes (densidade: 32,9 hab./km²).
Em 15 de dezembro de 2016 foi fundida com as comunas de Auverse, Breil, Broc, Chalonnes-sous-le-Lude, Chavaignes, Chigné, Dénezé-sous-le-Lude, Genneteil, Lasse, Linières-Bouton, Meigné-le-Vicomte, Méon e Noyant para a criação da nova comuna de Noyant-Villages.